# マレーブリッジ
マレーブリッジ（Murray Bridge）は、オーストラリア・南オーストラリア州の都市。人口は1万8779人（2018年）。アデレードから車で1時間ほどの所にある。
オーストラリア最長の川であるマレー川に面している。年間雨量が400mmに満たない乾燥した地域にあるためマレー川の水は貴重な資源となっており、飲料水や農業用、工業用と多方面に利用されている。町名の由来となったのは1879年に架けられた錬鉄製の橋で、現存しており文化遺産として保護されている。

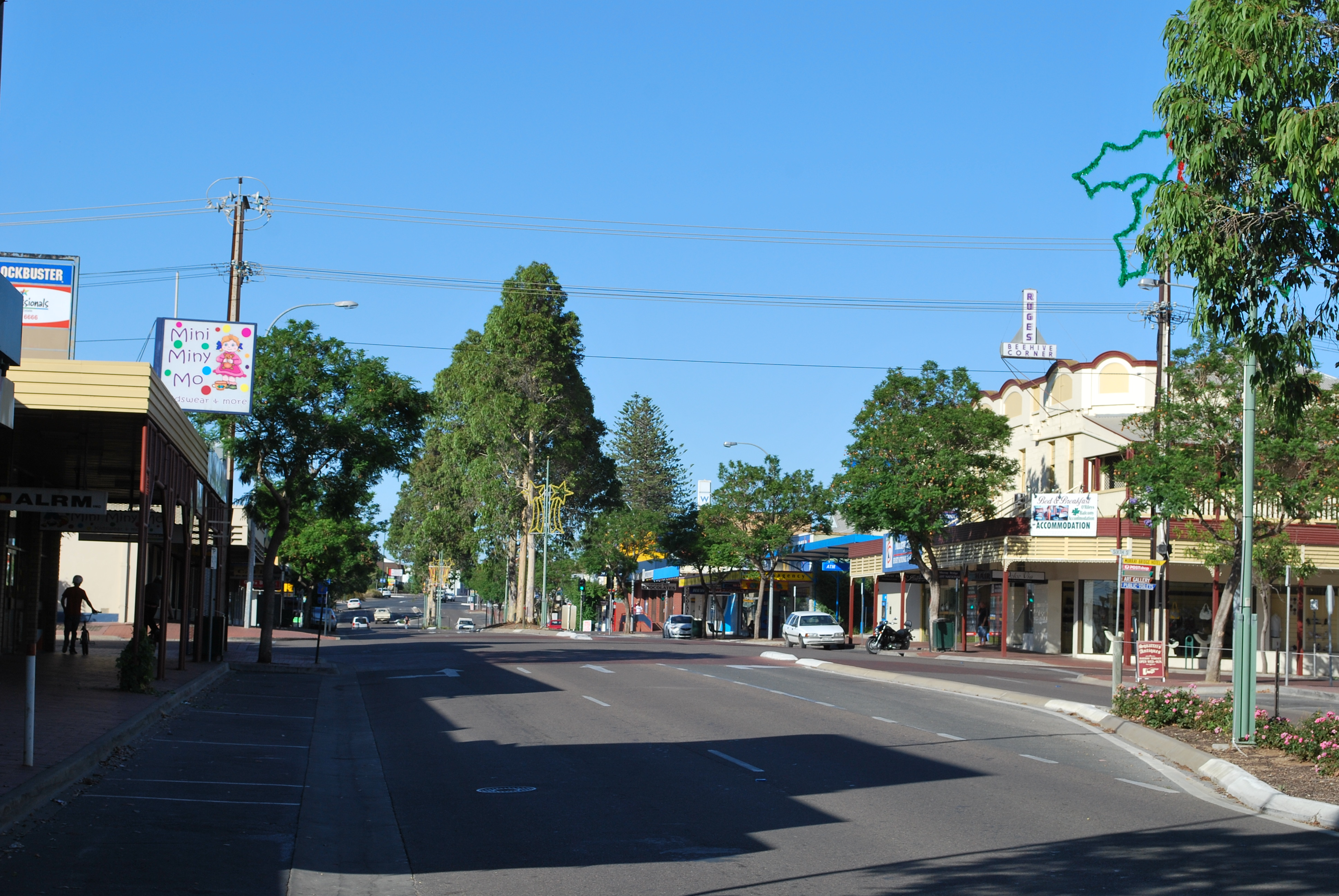
メインストリート

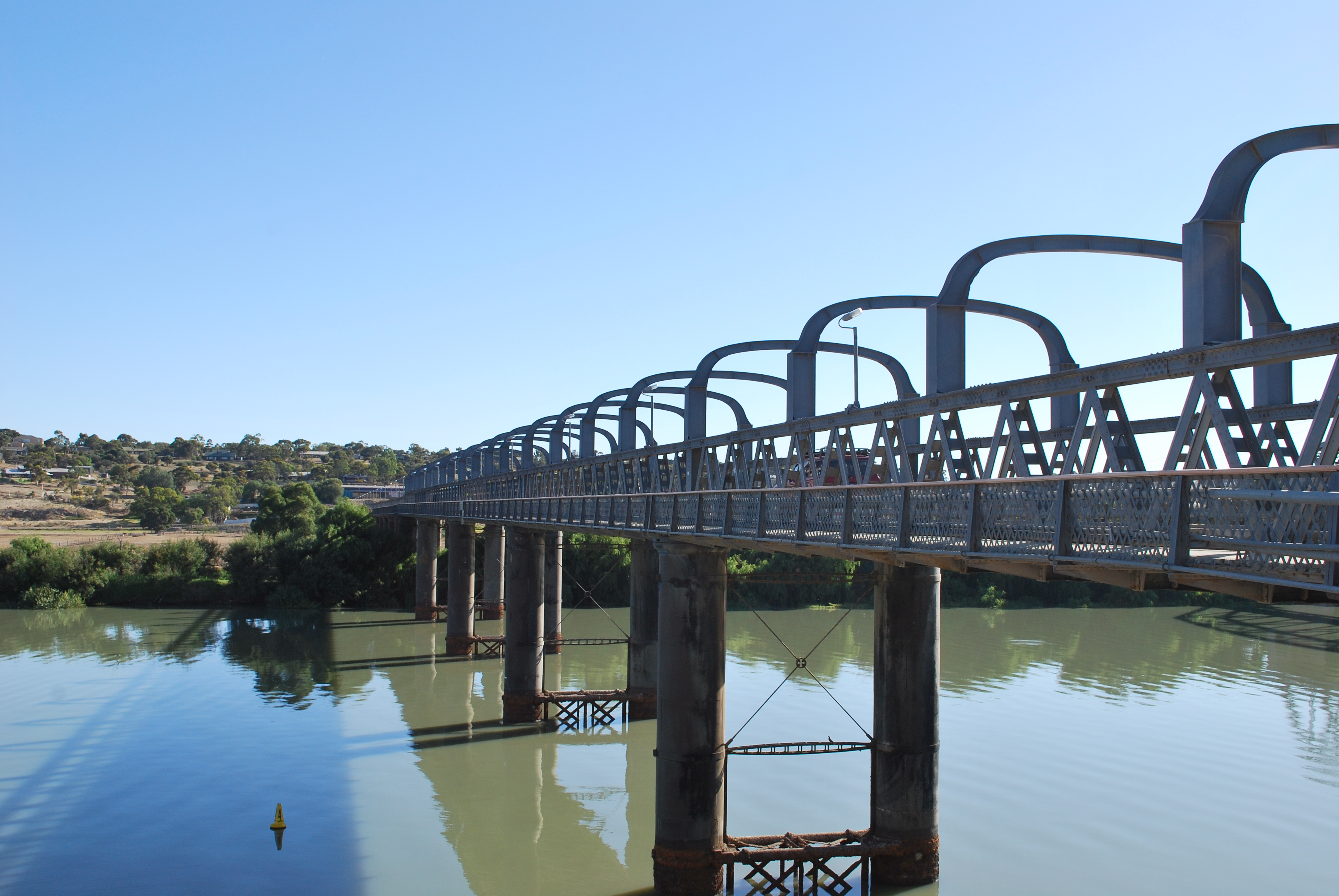
マレー橋